# Nádraží Krč metróállomás
Nádraží Krč egy tervezett metróállomás az építés alatt lévő prágai D metróvonalon. Az állomás építkezése 2023 szeptemberében fog megkezdődni és 2029-ben tervezik átadni. A Podzámčí utca alatt fog elhelyezkedni, Prága negyedik kerületében, a Praha-Krč vonatállomás mellett.
Egyetlen kijárattal fog rendelkezni. Vannak tervek a vonal kettéosztására, hogy a végállomás a Náměstí Míru irányból ne csak Depo Písnice legyen, itt válna le D vonalról a tervezett második irány.

## Szomszédos állomások
A metróállomáshoz az alábbi állomások vannak a legközelebb:
- Olbrachtova (Náměstí Míru)
- Nemocnice Krč (Depo Písnice)

## Átszállási kapcsolatok
| D (Náměstí Míru ↔ Depo Písnice) |                        |                                                      |
| Állomás                         | Átszállási kapcsolatok | Fontosabb létesítmények                              |
| Nádraží Krč                     | 117, 121, 203 S8 , S88 | Evžena Rošického Stadion Eagles Praha Baseball Aréna |